# 43 Ophiuchi
43 Ophiuchi är en orange jätte i stjärnbilden Ormbäraren.
43 Ophiuchi har visuell magnitud +4,27 och är väl synlig för blotta ögat vid normal seeing. Den befinner sig på ett avstånd av ungefär 820 ljusår.